# Somatidiopsis biroi
Somatidiopsis biroi – gatunek chrząszcza z rodziny kózkowatych i podrodziny zgrzypikowych. Jedyny przedstawiciel rodzaju Somatidiopsis.

## Zasięg występowania
Gatunek ten występuje w Papui Nowej Gwinei.